# Sledgehammer (canção de Peter Gabriel)
Sledgehammer é uma canção do músico britânico Peter Gabriel, lançada juntamente com o álbum So. Ela alcançou o número 1 em paradas de sucesso do Canadá, dos EUA, e da Grã-Bretanha. Em 1987, concorreu a 3 premiações do Grammy Awards.

## Videoclipe
O videoclipe desta canção tem ganho vários prêmios desde que foi lançado. Em 1987, ele bateu o recorde de 9 premiações no MTV Video Music Awards (recorde que ele ainda detém).
Além disso, ele é o videoclipe mais tocado da história da MTV.

## Paradas Musicais

### Billboard
| Ano  | Ranking                              | Posição | Observação   |
| ---- | ------------------------------------ | ------- | ------------ |
| 1986 | "Hot R&B/Hip-Hop Singles & Tracks"   | #61     |              |
| 1986 | "Mainstream Rock"                    | #1      |              |
| 1986 | "The Billboard Hot 100"              | #1      |              |
| 1986 | "Dance Music/Club Play Singles"      | #1      | Versão Remix |
| 1986 | "Hot Dance Music/Maxi-Singles Sales" | #3      | Versão Remix |